# Адамс, Уильям (инженер)
Уильям Адамс (англ. William Adams; 15 октября 1823 — 7 августа 1904) — английский инженер, конструктор паровозов. Локомотивный суперинтендант (главный конструктор) компаний North London Railway с 1858 по 1873 год, Great Eastern Railway с 1873 по 1878 год и Лондонской и Юго-Западной железной дороги с 1878 по 1895 год. Наибольшую известность получил как создатель локомотивов с тележкой Адамса — устройства с боковыми центрирующими пружинами (изначально сделанными из резины) для повышения устойчивости на высоких скоростях.

## Биография
Родился 15 октября 1823 года в Милл-Плейс, Лаймхаус, Лондон. Был третьим ребёнком из трёх сыновей и двух дочерей Адамсов. Отец, Джон Сэмьюэл Адамс, работал штатным инженером в East and West India Docks Company. Адамс учился в частной школе в Маргит, графство Кент. Карьеру начал в качестве ученика у своего отца. Здесь познакомился с железнодорожным геодезистом Чарльзом Виньолем и впоследствии получил работу в чертёжном бюро Виньоля. Последние годы обучения прошли на заводе Орчард-Уорф компании Miller & Ravenhill, занимавшейся производством двигателей для пароходов.
В 1848 году Адамс стал помощником Филипа Тейлора, машиностроителя и бывшего помощника Марка Брунеля. Вместе с Тейлором участвовал в строительстве заводов по производству судовых двигателей в Марселе и Генуе. Свободно владевший французским и итальянским языками Адамс вскоре занял пост главного инженера Королевского военно-морского флота Сардинии. В 1852 году женился на Изабелле Парк, дочери другого английского машиностроителя, работавшего в Генуе, и вернулся в Англию.
По возвращении Адамс поначалу работал геодезистом, подбирая возможные маршруты для железной дороги на острове Уайт, наблюдал за строительными работами в доках Кардиффа, а также проектировал и оборудовал новый завод в Боу для East & West India Docks & Birmingham Junction Railway, вскоре переименованной в North London Railway. В 1854 году был назначен локомотивным и вагонным суперинтендантом компании и занимал эту должность 18 лет. На этом посту разработал серию танк-паровозов типа 2-2-0, для которых в 1855 году, по всей видимости, первым в Великобритании использовал непрерывный железнодорожный тормоз (действующий на всех вагонах состава одновременно). В 1862 году также впервые использовал светильный газ для освещения вагонов. В 1865 году изобрёл и внедрил тележку Адамса — устройство с боковыми центрирующими пружинами (изначально сделанными из резины) для повышения устойчивости на высоких скоростях.
В 1873 году Адамс перешёл на аналогичную должность в Great Eastern Railway. Не до конца понимая различия железнодорожных сетей двух компаний — в первую очередь, связанные с протяжённостью линий — спроектировал несколько локомотивов, оказавшихся недостаточно мощными для работы на длинных магистральных линиях. Однако модернизация завода компании в Стратфорде с использованием стандартизированного оборудования привела к существенной экономии, и к моменту перехода на Лондонскую и Юго-Западную железную дорогу (LSWR) в 1878 году Адамс имел хорошую репутацию.
Для Great Eastern Railway Адамс разработал пять серий паровозов, включая два танк-паровоза для пригородного сообщения, пассажирский экспресс и тяжелый грузовой паровоз для перевозки угля. Последний, серии 527, стал первым паровозом типа 1-3-0, построенным в Великобритании, хотя в эксплуатацию он поступил уже после ухода Адамса и с доработками, которые произвёл его преемник, Месси Бромли.
Во время работы в LSWR Адамс спроектировал несколько новых серий паровозов (всего построено 524 экземпляра), руководил расширением завода в Найн-Элмс и переводом вагонного производства в Истли. Слабое здоровье вынудило его уйти в отставку 29 мая 1895 года в возрасте 71 года, передав должность Дугалду Драммонду. Остаток жизни провёл в Патни. Скончался 7 августа 1904 года.

## Паровозы

### North London Railway
- тип 2-2-0T, 16-дюймовые внутренние цилиндры, годы постройки 1863—1865
- тип 2-2-0T, 17-дюймовые внутренние цилиндры, годы постройки 1865—1869
- тип 2-2-0T, 17-дюймовые внешние цилиндры, годы постройки 1868—1876
- тип 4-4-0T, 17,5-дюймовые внешние цилиндры, годы постройки 1876-?

### Great Eastern Railway
- серия 61 типа 0-2-2Т
- серия 265 типа 2-2-0
- серия К9 типа 0-2-1Т
- серия 230 типа 0-2-0Т
- серия 527 типа 1-3-0

### LSWR
- серия 380 типа 2-2-0
- серия 135 типа 2-2-0
- серия 395 типа 0-3-0
- серия 46 типа 2-2-0Т (позже перестроен в 2-2-1Т)
- серия 415 типа 2-2-1Т с «радиальной» тележкой с возможностью поворота колёсных пар относительно друг друга для плавного входа в поворот; долгое время эксплуатировались на железнодорожной ветке до Лайм-Риджис
- серия 445 типа 2-2-0
- серия 460 типа 2-2-0
- серия А12 nbgf 0-2-1 Jubilees
- серия T1 типа 0-2-2T
- серия O2 типа 0-2-2T
- серия X2 типа 2-2-0
- серия Т3 типа 2-2-0
- серия B4 типа 0-2-0T
- серия G6 типа 0-3-0T
- серия Т6 типа 2-2-0
- серия X6 типа 2-2-0